# Dalmatinski Hrvat (1898.)
Dalmatinski Hrvat, bio je hrvatski časopis iz Zadra. U impressumu se opisivao kao „list za puk”. Izlazio je dvaput mjesečno. Uređivao ga je Božo Martinac. Izašle su prvi put 12. siječnja 1898., a prestale su izlaziti 21. prosinca 1898. godine. Uređivao ih je Petar Bilan. Tekstovi su bili na hrvatskomu jeziku. 
Dvanaest godina poslije izašao je u Zadru list istoga imena.